# Марківська сільська рада (Білопільський район)
Маркі́вська сільська́ ра́да — колишній орган місцевого самоврядування в Білопільському районі Сумської області. Адміністративний центр — село Марківка.

## Загальні відомості
- Населення ради: 977 осіб (станом на 2001 рік)

## Населені пункти
Сільській раді підпорядковані населені пункти:
- с. Марківка
- с. Перше Травня
- с. Рудка

## Історія
1994 року з облікових даних сільради вилучено село Кобзарі.

## Склад ради
Рада складалася з 12 депутатів та голови.
- Голова ради: Мельник Микола Сергійович
- Секретар ради: Пархоменко Наталія Володимирівна

### Керівний склад попередніх скликань
| Прізвище, ім'я, по батькові | Основні відомості                                                                          | Дата обрання | Дата звільнення |
| --------------------------- | ------------------------------------------------------------------------------------------ | ------------ | --------------- |
| Мельник Микола Сергійович   | Сільський голова, 1982 року народження, освіта вища, безпартійний                          | 26.03.2006   | 31.10.2010      |
| Мельник Микола Сергійович   | Сільський голова, 1982 року народження, освіта вища, член політичної партії «Наша Україна» | 31.10.2010   |                 |

Примітка: таблиця складена за даними сайту Верховної Ради України